# Кнут, Дональд Эрвин
Дональд Эрвин Кнут (англ. Donald Ervin Knuth, МФА: /kəˈnuːθ/ Шаблон:Respell; род. 10 января 1938 года, Милуоки, штат Висконсин) — американский учёный в области информатики, доктор философии (1963), эмерит-профессор Стэнфордского университета, член Американского философского общества (2012), преподаватель и идеолог программирования, автор 19 монографий (в том числе ряда классических книг по программированию) и более 160 статей, разработчик нескольких известных программных технологий.
Является автором всемирно известной серии книг, посвящённой основным алгоритмам и методам вычислительной математики, а также создателем настольных издательских систем TeX и METAFONT, предназначенных для набора и вёрстки книг научно-технической тематики (в первую очередь — физико-математических).

## Биография
Родился в семье преподавателя. Его отец преподавал бухгалтерский учёт, а также занимался печатным делом на дому как любитель (этим можно объяснить последующий интерес Дональда к этому делу и такие разработки как ΤΕΧ). С юных лет в нём наблюдалась склонность к математике, физике и музыке.
Окончил с отличием отделение математики Кейсовского технологического института (бакалавр, 1960). Одновременно за значительные достижения в программировании был удостоен степени магистра. Спустя три года получил докторскую степень в Калифорнийском технологическом институте. Преподавал там же математику и одновременно работал консультантом по проблемам разработки программного обеспечения в корпорации Burroughs.
В 1968 году перешёл в Стэнфордский университет. В 1968—1969 годах также работал в Институте оборонных исследований. Приглашённый профессор математики в Университете Осло (1972, 1973). В Стэнфорде под его руководством защищено 28 докторских диссертаций.
Большое влияние на молодого Кнута оказали работы Андрея Ершова, впоследствии его друга.
Это началось ещё когда я был студентом последнего курса. Тогда только появилась книга Андрея «Программирование для БЭСМ», и мы, группа студентов, смогли убедить преподавателя русского языка включить её в курс в качестве одного из двух сборников текстов для изучения научной лексики.

Поскольку Кнут всегда считал монографию «Искусство программирования» основным проектом своей жизни, в 1993 году он вышел в отставку с намерением полностью сконцентрироваться на написании недостающих частей и приведении в порядок существующих.

## Признание
На январь 2013 года Кнут занимал 37-е место в списке самых цитируемых авторов в области информатики согласно проекту CiteSeer.
Член редакционных коллегий многих научных журналов.
Действительный член Американской академии искусств и наук (1973), Национальной академии наук США (1975), Национальной инженерной академии США (1981). Член Американской гильдии органистов (с 1965 года), Американского математического общества (1961), Ассоциации компьютерной техники (ACM) (1959), Математической ассоциации Америки (1959), Общества промышленной и прикладной математики (1965), действительный член Британского компьютерного общества (1980), почётный член IEEE (1982). Иностранный член Лондонского королевского общества (2003), Российской академии наук (29 мая 2008).
Почётный доктор многих университетов. Почётный доктор СПбГУ (1992).
Удостоен многочисленных премий и наград в области программирования и вычислительной математики, среди которых:
- 1971 — Премия имени Грейс Мюррей Хоппер
- 1972 — Стипендия Гуггенхайма[15]
- 1974 — Премия Тьюринга
- 1978 — Гиббсовская лекция
- 1979 — Национальная научная медаль США
- 1980 — Премия Уоллеса Макдауэлла
- 1986 — Премия Стила за серию научно-популярных статей
- 1988 — Медаль Франклина
- 1992 — Мемориальные лекции Вейцмана
- 1995 — Премия Харви
- 1995 — Медаль Джона фон Неймана
- 1996 — Премия Киото за достижения в области передовых технологий
- 1998 — Fellow Awards
- 2010 — BBVA Foundation Frontiers of Knowledge Awards
- 2011 — Медаль Фарадея
- 2011 — Лекция Тьюринга[англ.]
- 2016 — Лекция Джона фон Неймана

Существует премия его имени за вклад в основы информатики.